# Eduard von Lütcken
Eduard von Lütcken (* 26. Oktober 1882 in Syke, Provinz Hannover; † 15. September 1914 bei Sumski, Gouvernement Suwałki, Russisches Kaiserreich, heute Litauen) war ein deutscher Vielseitigkeitsreiter, der 1912 mit der Mannschaft die olympische Silbermedaille gewann.
Lütken war Sohn des Amtsrichters Eduard Hermann von Lütcken. Er studierte an der Universität Heidelberg und wurde 1903 Mitglied des Corps Vandalia Heidelberg. Der Oberleutnant Eduard von Lütcken belegte auf Blue Boy bei den Olympischen Spielen 1912 den achten Platz in der Einzelwertung. Zusammen mit Carl von Moers, Richard von Schaesberg-Tannheim und Harry von Rochow ritt er in der Mannschaftswertung auf den zweiten Platz hinter der schwedischen Equipe. Er wohnte zuletzt in Oschatz.
Eduard von Lütcken fiel zu Beginn des Ersten Weltkriegs an der Ostfront bei Sumski (heute Litauen).